# پتروس بیکیرز
پتروس بیکیرز (انگلیسی: Petrus Beukers; ۹ اکتبر ۱۸۹۹ – ۱۲ آوریل ۱۹۸۱) قایقران، و قایقران قایق بادبانی اهل پادشاهی هلند بود.